# Cressida (měsíc)

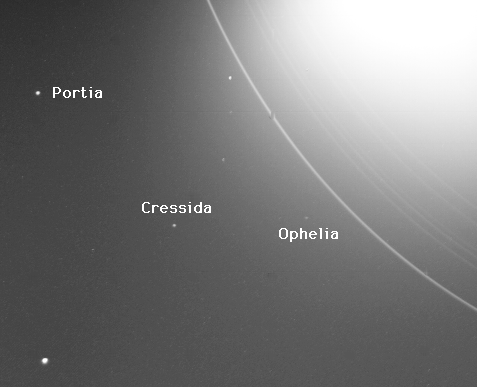
Obrázek se sondy Voyager 2 ukazuje měsíce Uranu Portii, Cressidu a Ophelii.

Cressida je čtvrtý měsíc v pořadí od Uranu, který obíhá ve vzdálenosti 61 770 kilometrů. Jeho velikost je 33 kilometrů. Hmotnost tělesa je ~3.4×1017 kg. Jeden oběh kolem planety mu zabere 0,463570 dne. Doba rotace kolem své osy není známa.
Objeven byl 9. ledna 1986 americkou sondou Voyager 2 (Stephen P. Synnott).